# Lössnitz
Lössnitz är en stad  i Landkreis Erzgebirgskreis i förbundslandet Sachsen i Tyskland. Staden har cirka 8 000 invånare.
Staden ligger i västra delen av bergstrakten Erzgebirge i en dalgång som ligger cirka 432 meter över havet. Bergstopparna i närheten är täckta av skog. På grund av flera stadsbränder och översvämningar finns bara enstaka element av den medeltida bebyggelsen kvar, bland annat delar av ringmuren, ett vakttorn (Rösselturm) och rådhusportalen. I landskapet kring staden etablerades ett nät av vandringsleder och 1996 öppnade en större idrottshall (Erzgebirgshalle).

## Historia
Personer från Franken grundar omkring 1150 en by. Under ledning av grevarna från Markgrevskapet Meissen skapas tjugo år senare en fortifikation kring byn. Året 1284 får Lössnitz stadsrättigheter och tillåtelse att brygga öl. Under senare 1300-talet etableras flera gruvor i stadens närhet. Dessutom låg Lössnitz under Medeltiden vid en handelsväg för salt (Salzstraße) vad som gynnade ortens utveckling. Däremot drabbades staden flera gångar av stadsbränder (bland annat 1383, 1521, 1598) samt av översvämningar (1746, 1771, 2002).
Under trettioåriga kriget plundrades staden av danska (Henrik Holcks kyrassiärregemente) och svenska enheter. I samband med den industriella revolutionen får Lössnitz anslut till järnvägs- (1875) och till elnätet (1898). Staden överlämnas den 20 april 1945 utan strid till amerikanska enheter av den andra borgmästaren men han avrättades av Waffen-SS innan nazisterna helt förlorade sin makt.
I samband med Östtysklands program att skapa bostäder (se Plattenbau) fick Lössnitz 1986/87 ett nytt bostadsområde som var det första av sitt slag i distriktet Aue.

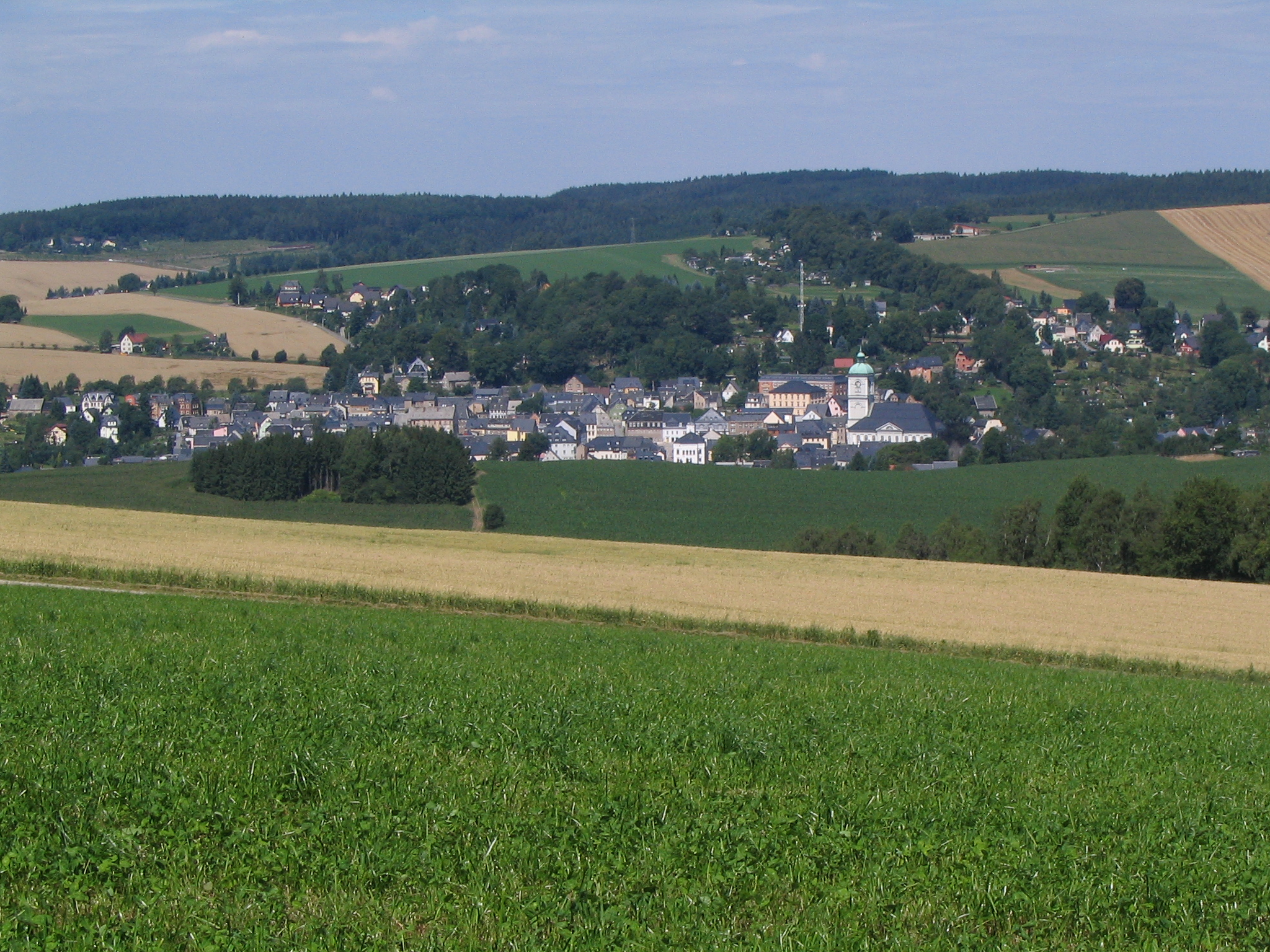
Vy mot staden
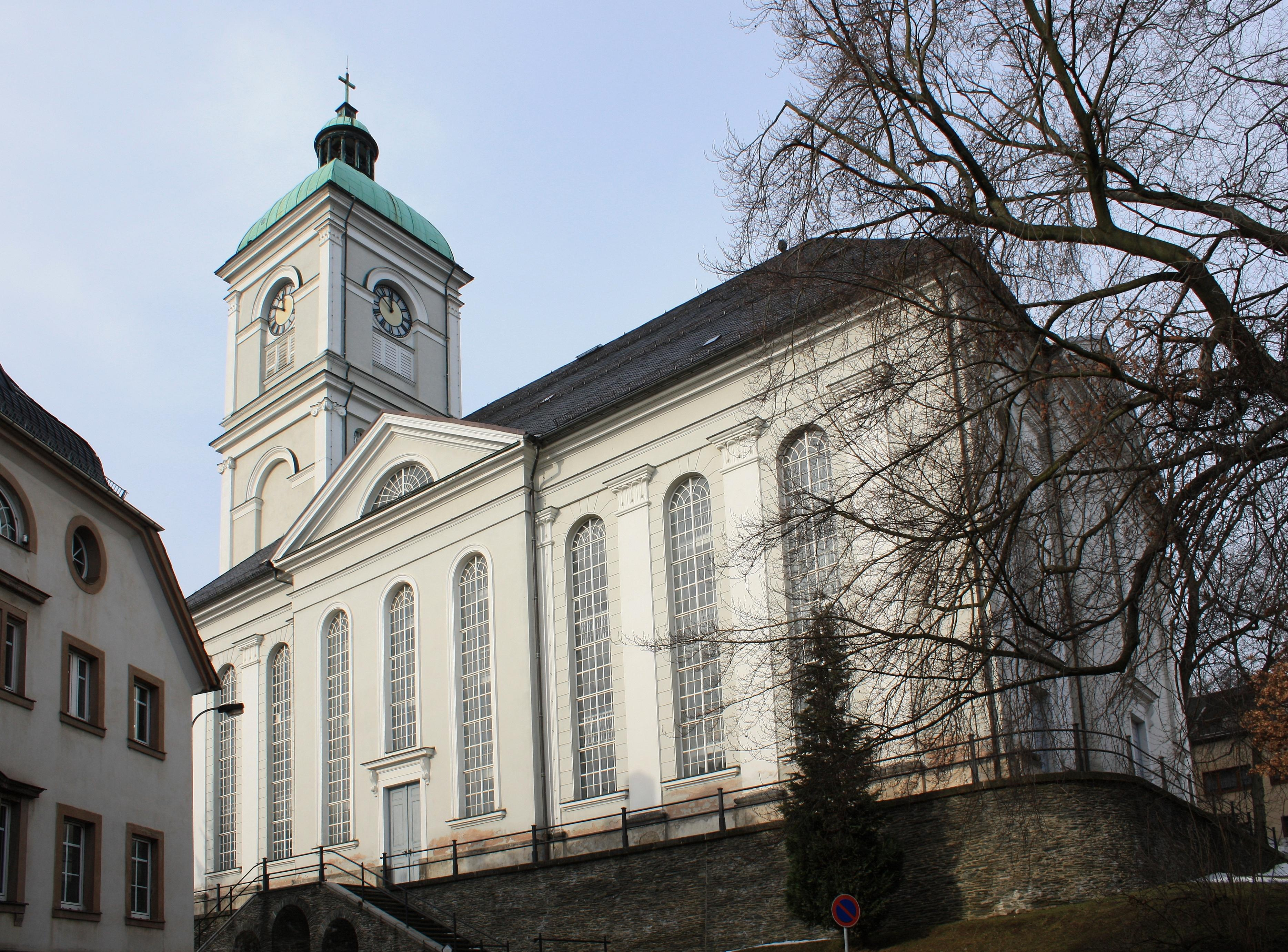
Kyrka St. Johannis
Stadens julpyramid på ett östtyskt frimärke